# 1768 en musique classique
| \| • Retour à la chronologie générale de la musique classique • \| |
| Grèce • Rome • Haut Moyen Âge • VIIIe siècle • IXe siècle • Xe siècle • XIe siècle XIIe siècle • XIIIe siècle • XIVe siècle • XVe siècle • XVIe siècle • XVIIe siècle XVIIIe siècle • XIXe siècle • XXe siècle • XXIe siècle |
| • Retour à la chronologie générale de la musique classique • |

| Années en musique classique : 1765 - 1766 - 1767 - 1768 - 1769 - 1770 - 1771    |
| Décennies en musique classique : 1730 - 1740 - 1750 - 1760 - 1770 - 1780 - 1790 |

## Événements

### Créations
- 27 janvier : Les Moissonneurs, comédie à couplets de Charles-Simon Favart.
- 11 février : Phaéton, mélodrame de Niccolò Jommelli, créé au Hoftheater de Vienne.
- 19 avril : Installation solennelle du nouveau directeur de la musique à Hambourg, Carl Philipp Emanuel Bach.
- 27 avril : Die Hochzeit auf der Alm, singspiel de Michael Haydn à Salzbourg.
- 20 août : L'ingénue ou le Huron, opéra d'André Grétry, créé à la Comédie-Italienne (Paris).
- 28 septembre : Lo speziale, Hob. 28/3, opéra bouffe de Joseph Haydn est créé au Palais Esterházy.
- 1er octobre : Bastien et Bastienne, K. 50, singspiel de Mozart est donné à Vienne.
- 26 octobre : Les Sabots, opéra-comique d'Egidio Duni, créé à la Comédie-Italienne.
- 7 décembre : la Messe en ut mineur « Waisenhausmesse », K. 139 (47a), de Mozart est créée à Vienne.
- 13 décembre : la Symphonie no 8, K. 48, de Mozart est écrite.

Date indéterminée
- Quatrième livre de pièces de clavecin de Jacques Duphly.
- Super Flumina Babylonis, motet de François Giroust.
- Joseph Haydn :
  - la Symphonie no 26 en ré mineur « Les Lamentations »
  - la Symphonie no 49 en fa mineur « La Passione »
- la Symphonie no 7 en ré majeur, K. 45, de Mozart, créée à Vienne.
- la Missa brevis no 1 en sol majeur, K. 49 (47d) est composée  par Mozart.
- Olimpiade, opéra de Niccolò Piccinni.

### Autres
- Querelle en France entre les partisans et les détracteurs du « bel canto » des solistes qui a envahi la scène des opéras au détriment de la musique (1768-1772).

## Naissances

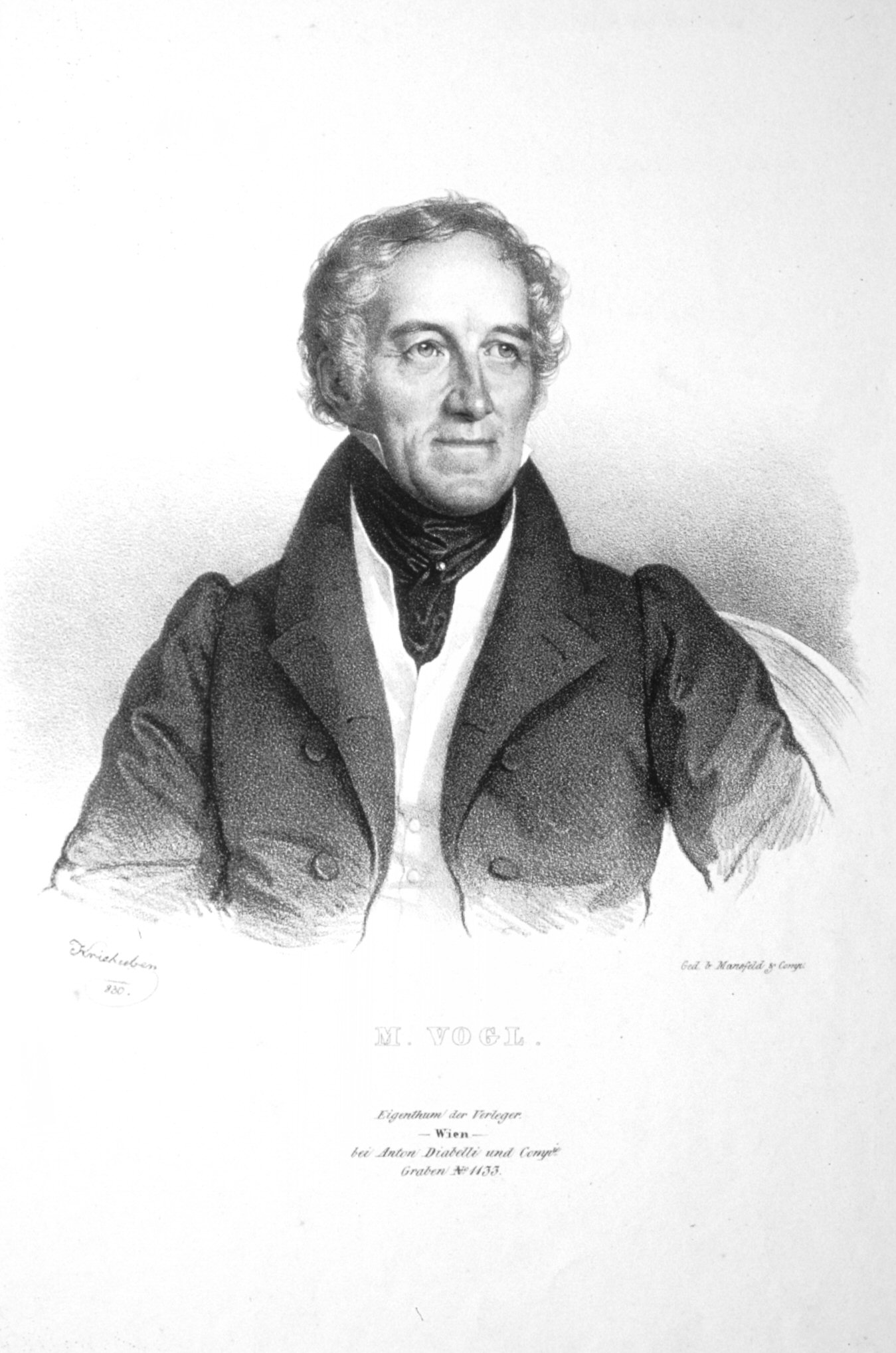
Johann Michael Vogl

- 16 janvier : Carl Andreas Göpfert, clarinettiste et compositeur allemand († 11 avril 1818).
- 24 février : Jean-Blaise Martin, musicien et chanteur lyrique († 28 octobre 1837).
- mars : Carlos Baguer, compositeur et organiste espagnol († 29 février 1808).
- 21 mars : Jean Louis Fasquel musicien, compositeur et pédagogue français († 1er avril 1828).
- 12 avril : Carolus Antonius Fodor, compositeur, pianiste et chef d'orchestre néerlandais († 22 février 1846).
- 4 juin : Francesco Molino, guitariste, violoniste et compositeur italien (mort en 1847).
- 6 juillet : Heinrich Backofen, peintre, traducteur, clarinettiste et compositeur allemand († 10 juillet 1830).
- 10 août : Johann Michael Vogl, baryton autrichien († 19 novembre 1840).
- 3 septembre : Filippo Gragnani, guitariste et compositeur italien († 28 juillet 1820).
- 6 septembre : Antoine Lhoyer, compositeur et guitariste français († 15 mars 1852).
- 21 septembre : Louis Emmanuel Jadin, compositeur français († 11 avril 1853).

Date indéterminée
- Hamparsum Limonciyan, compositeur arménien († 29 juin 1839).
- Margarethe Danzi, compositrice et soprano allemande († 11 juin 1800).

## Décès

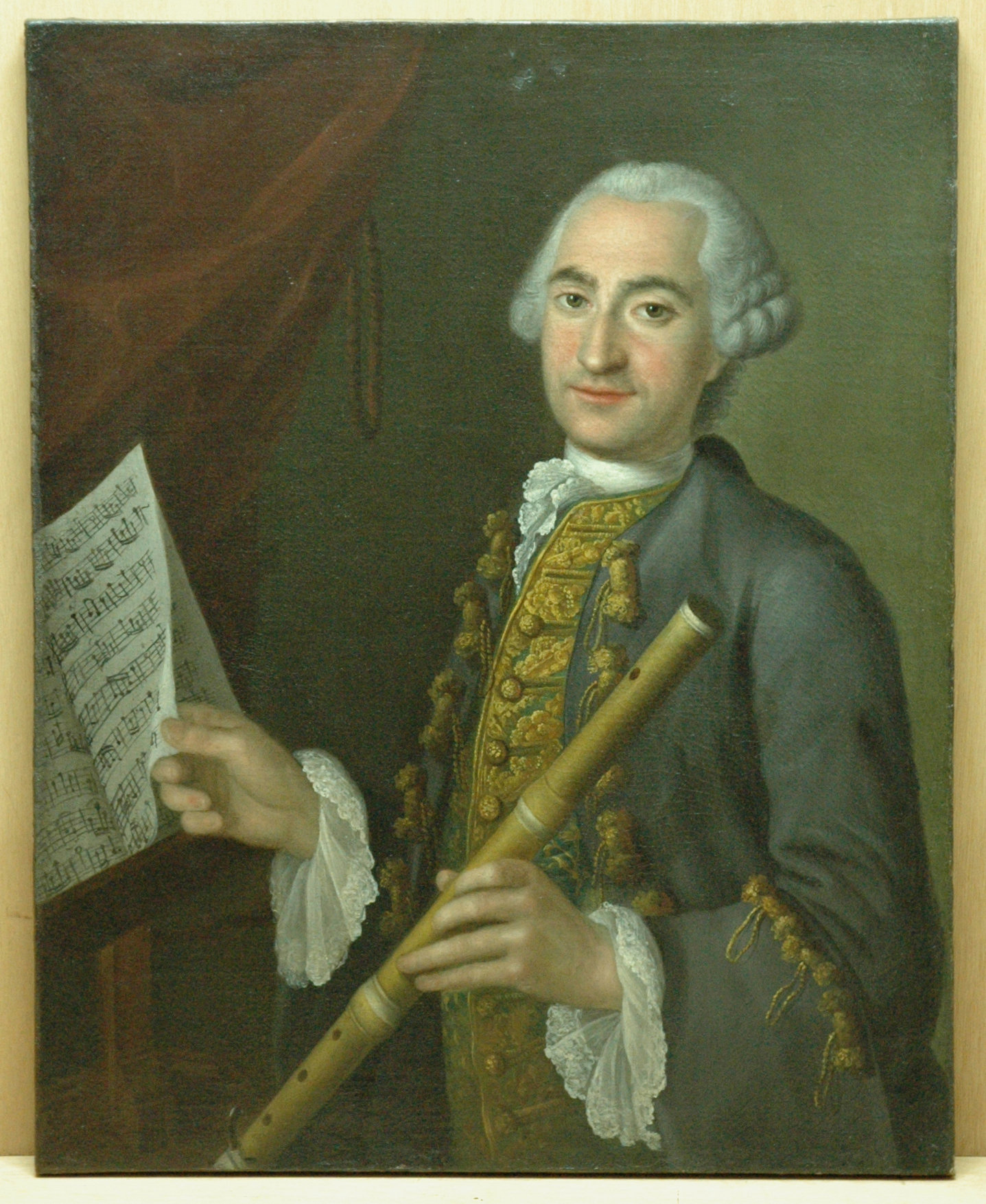
Pierre-Gabriel Buffardin

- 13 janvier : Pierre-Gabriel Buffardin, compositeur et flûtiste français (° 1690).
- 3 mars : Nicola Porpora, compositeur italien (° août 1686).
- 11 mars : Giacinto Manna, claveciniste italien (° 13 septembre 1706).
- 11 juillet : José de Nebra, compositeur et organiste espagnol (° 6 janvier 1702).
- 28 octobre : Michel Blavet, compositeur et flûtiste français (° 13 mars 1700).
- 31 octobre : Francesco Maria Veracini, compositeur et violoniste italien (° 1er février 1690).
- 1er novembre : Pierre Van Maldere, compositeur belge (° 16 octobre 1729).
- 20 décembre : Carlo Innocenzo Frugoni, librettiste et poète italien (° 21 novembre 1692).

Date indéterminée
- Pierre Saint-Sevin, violoncelliste et compositeur français (° 1er mai 1695).